# Minnesota Democratic-Farmer-Labor Party

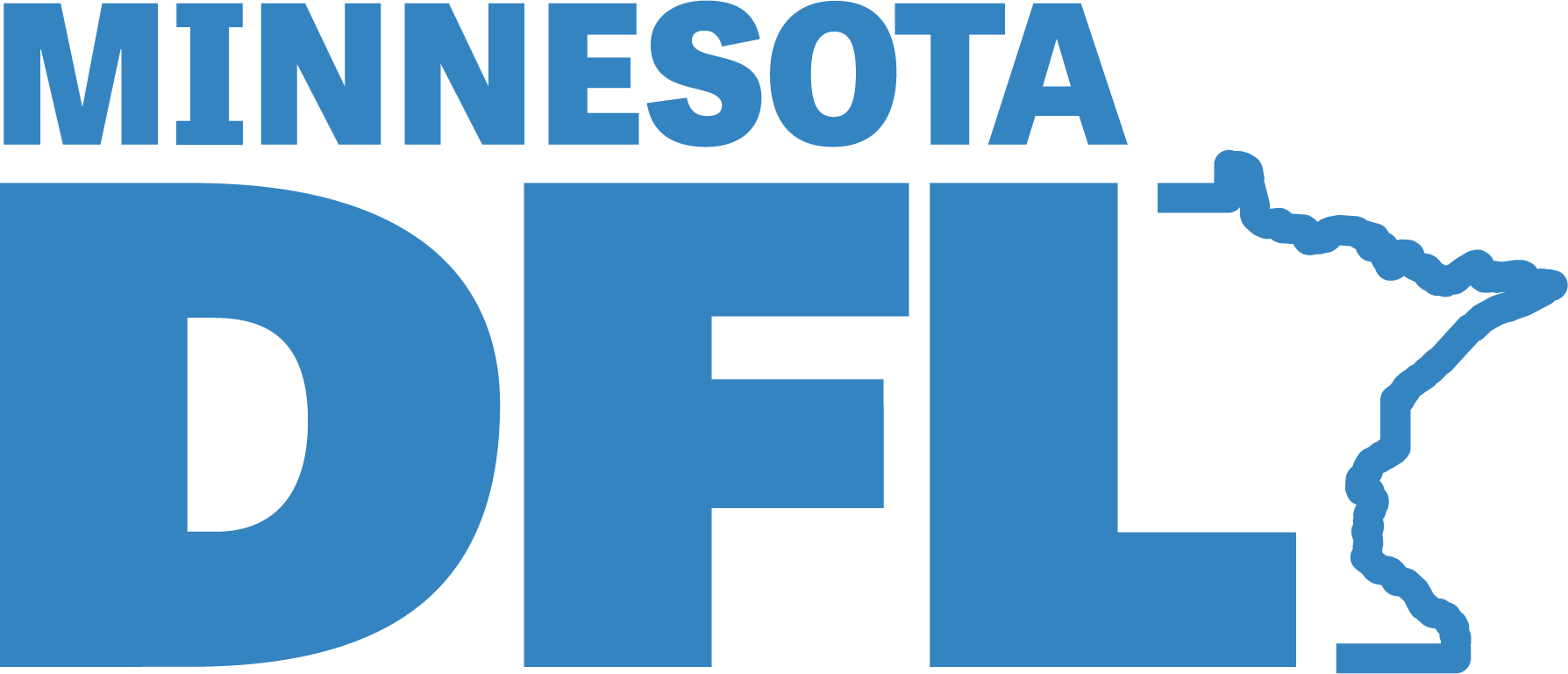
Logo der Minnesota Democratic-Farmer-Labor Party

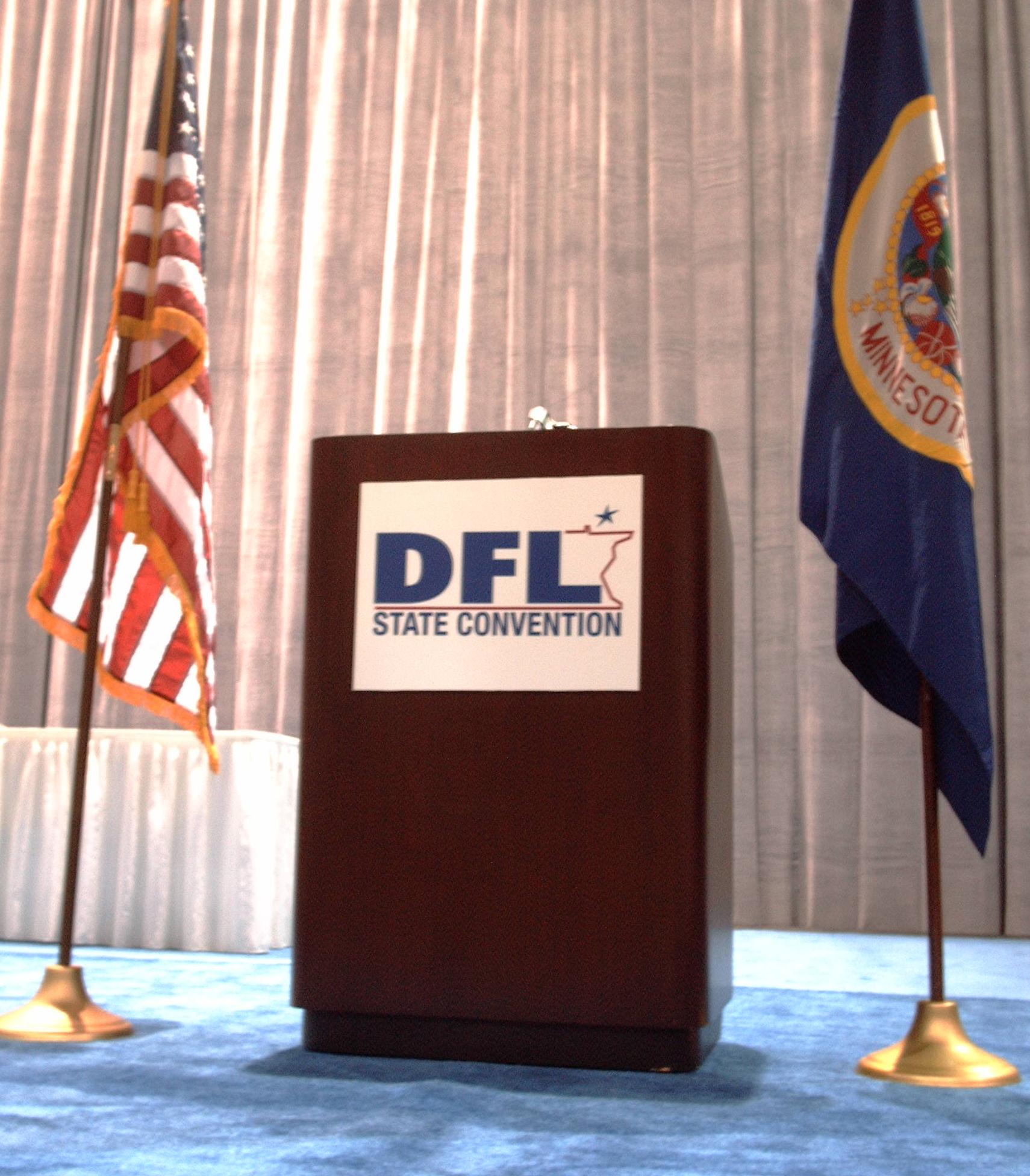
Parteitag 2006

Die Minnesota Democratic-Farmer-Labor Party (DFL) (Demokratische Bauern- und Arbeiterpartei Minnesotas) ist eine politische Partei im US-Bundesstaat Minnesota. Sie entstand 1944 aus dem Zusammenschluss der Minnesota Democratic Party und der Farmer-Labor Party und ist der nationalen Demokratischen Partei angeschlossen. Im allgemeinen Sprachgebrauch entwickelte sich der Begriff „DFLer“ zu einem Synonym für einen Demokraten, unabhängig von der Zugehörigkeit zur DFL.

## Geschichte
Die DFL entstand am 15. April 1944 unter Führung von Hubert H. Humphrey aus dem Zusammenschluss der Minnesota Democratic Party und der, vor allem in den 1930er Jahren sehr erfolgreichen, Farmer-Labor Party. Sie ist eine eigenständige bundesstaatliche Partei, auf nationaler Ebene aber der Demokratischen Partei angeschlossen.
Im Jahre 1954 wurde mit Orville Freeman erstmals ein Mitglied der DFL Gouverneur von Minnesota. Hubert H. Humphrey stellte 1968 den Präsidentschaftskandidaten der DFL. Nachdem er acht Jahre zuvor noch in den Vorwahlen gegen John F. Kennedy gescheitert war und 1964 unter Lyndon B. Johnson Vizepräsident geworden war, verlor Humphrey bei den Präsidentschaftswahlen am 6. November 1968 knapp gegen den Republikaner Richard Nixon. Mit Walter Mondale stellte die DFL zwischen 1977 und 1981 unter Jimmy Carter ein zweites Mal den US-Vizepräsidenten. 1984 wurde auch Mondale Präsidentschaftskandidat der Demokraten, doch verlor er gegen Amtsinhaber Reagan deutlich.

## Organisationsstruktur

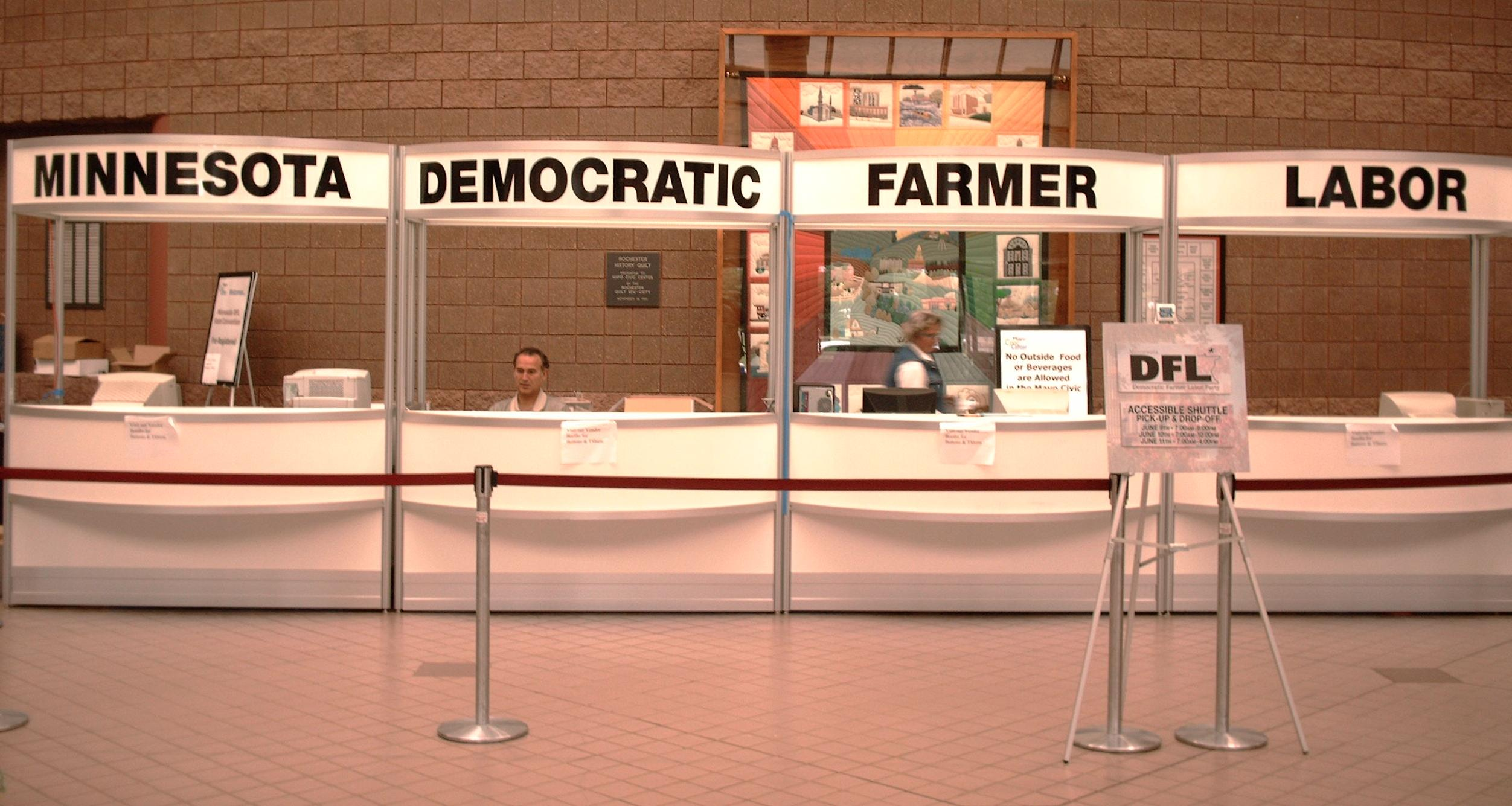
Registrierungschalter beim Parteitag 2006

Die DFL ist in vier Gliederungsebenen unterteilt:
- Bezirksebene (Precinct Unit)
- County Unit (Senate Districts)
- Congressional District
- State level

Die Bezirksebene stellt die unterste Ebene dar und ist innerhalb jeder Ortschaft oder Stadt von Minnesota zu finden. Hier werden die Delegierten für die County Units gewählt. Diese sind nach den einzelnen geographischen Countys eingeteilt. Ausnahmen davon sind neun Countys in der Metropolregion der Twin Cities: hier sind sie in die unterschiedlichen Senatswahl-Bezirke unterteilt. Der Congressional District stellt die dritte Stufe dar. Diese ist in die acht Wahlbezirke der Wahlen zum US-Repräsentantenhaus unterteilt. Hauptaufgabe ist die Koordination der Aktivitäten der einzelnen County Units und die Unterstützung ihrer Kandidaten bei Wahlen.
Die State DFL Party ist die oberste Parteigliederung innerhalb Minnesotas. Alle zwei Jahre findet der Parteitag mit rund 1.200 Delegierten aus ganz Minnesota statt. Die DFL ist mit sechs Mitgliedern im Democratic National Committee vertreten.
Die Jugend- und Hochschulorganisation der DFL für die Mitglieder zwischen 15 und 30 Jahren ist die Minnesota Young Democratic-Farmer-Labor Organization/College Democrats.
Die Parteizentrale befindet sich in St. Paul, Parteivorsitzender ist seit dem Jahr 2011 Ken Martin.

## Gouverneure der DFL
- Orville Freeman (1955–1961)
- Karl Rolvaag (1963–1967)
- Wendell Anderson (1971–1976)
- Rudy Perpich (1976–1979, 1983–1991)
- Mark Dayton (2011–2019)
- Tim Walz (seit 2019)

## US-Senatoren der DFL
- Hubert H. Humphrey (1949–1964, 1971–1978)
- Eugene McCarthy (1959–1971)
- Walter Mondale (1964–1976)
- Wendell Anderson (1976–1978)
- Muriel Humphrey (1978)
- Paul Wellstone (1991–2002)
- Mark Dayton (2001–2007)
- Amy Klobuchar (seit 2007)
- Al Franken (2009–2018)
- Tina Smith (seit 2018)